# Bopyrella malensis
Bopyrella malensis is een pissebed uit de familie Bopyridae. De wetenschappelijke naam van de soort is voor het eerst geldig gepubliceerd in 1980 door Bourdon.